# Próba Schillera
Próba (jodowa) Schillera – próba wykonywana podczas diagnostyki kolposkopowej polegająca na przemyciu części pochwowej szyjki macicy roztworem jodu w jodku potasu.
Jej nazwa pochodzi od austriackiego ginekologa, Waltera Schillera.
Prawidłowy, dojrzały nabłonek wielowarstwowy płaski warstwy pośrednej wybarwia się na kolor intensywnie brązowy ze względu na zmagazynowaną dużą ilość glikogenu, do którego jod ma powinowactwo.
Brak wybarwienia jest obserwowany w przypadku zmian dysplastycznych, raka, zmian doczesnowych i prawidłowego, lecz młodego nabłonka.
Próba ma charakter nieswoisty.